# Communauté de communes de Sainte-Maure-de-Touraine
Die Communauté de communes de Sainte-Maure-de-Touraine ist ein ehemaliger französischer Gemeindeverband mit der Rechtsform einer Communauté de communes im Département Indre-et-Loire in der Region Centre-Val de Loire. Sie wurde am 13. Dezember 2002 gegründet und umfasste 13 Gemeinden. Der Verwaltungssitz befand sich im Ort Nouâtre.

## Historische Entwicklung
Mit Wirkung vom 1. Januar 2017 fusionierte der Gemeindeverband mit
- Communauté de communes du Pays de Richelieu sowie
- Communauté de communes du Bouchardais

und bildete so die Nachfolgeorganisation Communauté de communes Touraine Val de Vienne. Abweichend davon wechselten die Gemeinden Sainte-Catherine-de-Fierbois und Villeperdue zur Communauté de communes Touraine Vallée de l’Indre.

## Ehemalige Mitgliedsgemeinden
1. Antogny-le-Tillac
2. Maillé
3. Marcilly-sur-Vienne
4. Neuil
5. Nouâtre
6. Noyant-de-Touraine
7. Ports
8. Pouzay
9. Pussigny
10. Sainte-Catherine-de-Fierbois
11. Sainte-Maure-de-Touraine
12. Saint-Épain
13. Villeperdue